# Гундорова, Тамара Ивановна
Тамара Ивановна Гундорова (укр. Тамара Іванівна Гундорова; род. 17 июля 1955, Климовка, Полтавская область) — украинский литературовед, член-корреспондент Национальной академии наук Украины (2003), заслуженный деятель науки и техники Украины (2006).

## Биография
Окончила отделение украинского языка и литературы филологического факультета Киевского государственного университета (1977), затем училась в аспирантуре при Институте литературы имени Т. Г. Шевченко НАН Украины. В 1981 году защитила кандидатскую диссертацию «Проблема интеллигенции и народа в социально-психологических повестях Ивана Франко 80-90-х годов XIX века», изданную в 1985 году в виде монографии (укр. Інтелігенція і народ в повістях Івана Франка 80-х років). В 1996 году защитила докторскую диссертацию «Дискурс украинского модерна. Постмодерная интерпретация», вышедшую отдельным изданием год спустя (укр. ПроЯвлення Слова. Дискурсія раннього українського модернізму. Постмодерна інтерпретація). С 1981 года работает в Институте литературы имени Т. Г. Шевченко, с 2002 года возглавляет отдел теории литературы.
Преподавала в Киево-Могилянской академии (1994—1997) и Киевском университете (2005—2010), была приглашённым преподавателем Торонтского университета, Гарвардского университета, Украинского свободного университета, Украинского католического университета.
В 2019 году указом президента Украины Владимира Зеленского была назначена заместителем председателя обновлённого Комитета (жюри) Национальной премии Украины имени Тараса Шевченко. 16 марта 2023 года вместе с другими членами Комитета подала в отставку в знак несогласия с государственными решениями относительно премии.

## Научная работа
Гундорова является в первую очередь специалистом по новейшей украинской литературе, но также и по изучению украинской литературы более ранних эпох в свете новейших теоретических подходов — в частности, гендерного и постколониального.
Вслед за Иваном Франко, которому посвящены ранние работы Гундоровой, в фокусе её внимания оказалась Ольга Кобылянская, ставшая героиней её монографии Femina melancholica (с подзаголовком «Пол и культура в гендерной утопии Ольги Кобылянской», укр. Стать і культура в гендерній утопії Ольги Кобилянської; 2002). Современным украинским авторам посвящены монография «Послечернобыльская библиотека. Украинский литературный постмодерн» (укр. Післячорнобильська бібліотека. Український літературний постмодерн; 2005, второе издание 2013) и сборник статей «Транзитная культура. Симптомы постколониальной травмы» (укр. Транзитна культура. Симптоми постколоніальної травми; 2013). Диахронический характер носит монография «Китч и литература. Травестии» (укр. Кітч і література. Травестії; 2008), прослеживающая бурлескно-травестийные тенденции в украинской культуре «от Энея-парубка до Верки Сердючки».

## Награды
- Заслуженный деятель науки и техники Украины (2006)
- Орден «За интеллектуальную отвагу» (2019)